# ジネット・ヌヴー
ジネット・ヌヴー（フランス語: Ginette Neveu, 1919年8月11日 - 1949年10月28日）は、フランスのヴァイオリニスト。稀にみる天才的ヴァイオリニストで将来はフリッツ・クライスラー、ジャック・ティボーと並ぶ名人になることを確実視されていたが、航空機事故により30歳で死去。

## デビューまで
母がヴァイオリン教師、父もアマチュアながらヴァイオリンを嗜む音楽一家に生まれた。ひとつ年上の兄ジャンはピアニスト。母の手ほどきにより幼少時より才能を発揮し、7歳でブルッフのヴァイオリン協奏曲第1番をパリのサル・ガヴォー（fr:Salle Gaveau）で奏き、1930年、パリ音楽院に入りナディア・ブーランジェに学んだ。
翌年の1931年、ヌヴーはウィーンでのコンクールに参加し、高名なヴァイオリニストのカール・フレッシュ教授にその才能を見出された。フレッシュはヌヴーの両親に手紙を送ってヌヴーを直ちにベルリンに留学させるように勧めたが、ヌヴー家が裕福でなかったことにより、ベルリン留学が実現するまでには2年を要した。
ようやくベルリンにやって来たヌヴーの演奏を聴いたフレッシュは、こう感想を述べている。
ヌヴーはフレッシュの指導を4年にわたって受け、15歳であった1935年にワルシャワで開催されたヴィエニャフスキ国際ヴァイオリン・コンクールに出場し、180名の競争相手を破って優勝した。当時26歳のダヴィッド・オイストラフは2位となったが、結果発表の翌日に、故国で待つ妻に送った手紙でこう言及している。

## デビュー後の活躍、30歳での事故死
一躍スターとなったヌヴーは、ヴァイオリニストとしてのキャリアの最初に、ハンブルクでブラームスのヴァイオリン協奏曲を演奏した。次いで1936年にニューヨーク、1938年にベルリンでデビューした。その後、第二次世界大戦が勃発する1939年9月までの間に、ヌヴーはドイツ、ソ連、アメリカ、カナダで演奏した。
特にベルリンでの人気はすさまじく、独エレクトローラ（英EMIのドイツ法人）との録音契約が直ちに成立し、1938年4月～5月と1939年4月に、計7曲をベルリンで録音した。全て、SP盤1面に入るピアノ伴奏の小品であった。録音時のピアノ伴奏はBruno Seidler-WinklerとGustaf Beck であった。
ヌヴーは第二次世界大戦の間は演奏活動を中断していたが、フランスに平和が戻ると演奏活動を再開した。ピアノ伴奏は、兄ジャンが務めた。フランシス・プーランクのヴァイオリンソナタの作曲に当たって協力し、1943年の初演を作曲者と共に行った。ヌヴーは1945年から1946年にかけ、フランスとイギリスの間を何度も行き来して演奏会や録音を行った。1945年11月から、英EMIとの本格的な録音をスタートし、シベリウスとブラームスのヴァイオリン協奏曲をはじめ、CD換算で3枚分のスタジオ録音を翌1946年の8月までに行った。
1946年から1947年にかけて南北アメリカを演奏旅行し、次いで欧州各地で演奏した。1948年にはオーストラリア・アメリカで演奏旅行を行った。1949年にはエディンバラ国際フェスティバル（8月～9月）に出演し、イギリスの各地で演奏した。
1949年10月20日のパリでのリサイタルが、ヌヴーの最後の演奏会となった。
1週間後の10月27日、兄ジャンと共にエールフランスのロッキードL-749コンステレーションに搭乗、三度目のアメリカ演奏旅行に向けて旅立った。しかし同機はアゾレス諸島の主島であるサンミゲル島の山中に墜落し、乗員と48人の乗客は全員死亡した（1949年エールフランスロッキード コンステレーション墜落事故）。このエールフランス機には、エディット・ピアフの愛人としても知られるフランス人プロボクサー、マルセル・セルダンも同乗していた。

## 没後の出来事・評価
ヌヴーの遺体はパリに運ばれ、ペール・ラシェーズ墓地のショパンの墓のすぐ近くに葬られた。フランス政府からレジオンドヌール勲章が授与された（「ジネット・ヌヴー2（Shellman）」）。
ジネット・ヌヴーは、30歳での事故死により短いキャリアを終えたが、今なお世界的な大ヴァイオリニストのひとりとして語り継がれている。遺された音源は、モノラル録音ながらも生前の演奏風景を鮮明に伝えており、濃密でたくましい情感、雄渾多感な表現、非の打ち所のない音色のつやが特徴的である。
ヌヴーはフランス人ながらもとりわけブラームスを得意としており、死の前年の1948年5月、28歳の時にハンス・シュミット＝イッセルシュテット指揮北ドイツ放送交響楽団と共演したヴァイオリン協奏曲のライヴ録音は、深い精神力を感じさせる解釈と鬼気迫る表現の激しさによって、他の追随を許さない。